# الحدلات
```
الحدلات
 هي منطقة صحراوية تقع في منطقة 
بادية الحماد
 (الحماد الشامي)
[
2
]
 في 
الأردن
 بالقرب من 
الحدود السورية
 أَقيم عليها 
مخيم الحدلات
[
3
]
 
للاجئين السوريين
. يقع بداخل الحدود الأردنية ومقابل جبل 
خشم الغردوش
 في سوريا
[
4
]
 بالقرب منه سد ترابي (ثقالي) اسمه سد الحدلات
[
5
]
 وهو سد أنشأته الحكومة الأردنية بسنة 2005
[
6
]
 لجمع مياه الأمطار من الأودية الصحراوية القادمة من سيول منطقة 
الرويشد
 وهو بطاقة تخزينية تصل إلى 50 مليون متر مكعب من المياة ويهدف إلى زيادة المساحة الرعوية في البادية حيث يخدم رعاة الأغنام فيها.
```

## مخيم الحدلات
بحلول آذار 2016، كان عدد اللاجئين السوريين في المخيم إلى حوالي 700-800 أسرة في الحدلات بينما نقلت قناة الجزيرة بأنه وخلال سنة 2016 وصل العدد في مخيم الحدلات إلى عشرة آلاف لاجئ. يشكو المخيم من انعدام البنى التحتية واقتصاره على خيم في العراء وتنعدم فيه الخدمات الطبية والأمن وبه نقص شديد للمواد الغذائية وقلة المساعدات الإنسانية.
وأشارت تقارير صحفية أيضاً بوجود نسبة كبيرة من مسلحي داعش وما يسمى بجيش أسود الشرقية بين اللاجئين في مخيمي الحدلات والركبان تصل، والقول لصحيفة بي بي سي، إلى 5%، بينما نقلت بزنس إنسداير الإخباري البريطاني عن قائد حرس الحدود الأردني، العميد سامي الكفاوين، بأن مخيمات اللاجئين الصحراوية والحدود السوريّة تشكل تهديداً على أمن الأردن لوجود عناصر لتنظيم الدولة الإسلامية بين اللاجئين حسب قوله.

كانت الحدود الأردنية بمخيمات اللاجئين فيها نقطة إنطلاق هجمات المجموعات المعارضة نحو دمشق والصحراء الشاميّة

### إقفال المخيم
بعد ربيع سنة 2017، بدأت قوات الجيش السوري بالتقدم نحو الحدود الأردنية واستعادة السيطرة على الحدود الدوليّة بضوء تفاهماتٍ دوليةٍ بخصوص إدارة الحدود وإنهاء وجود أي فصائل مسلحة (معارضة أو إسلامية أو غيرها على الحدود) لا تتبع للحكومة السوريّة في دمشق. وبعد زيارة وزير الخارجية الروسي سيرجي لافروف إلى الأردن بتاريخ 11 أيلول، وذلك بسياق التهيئة الدوليّة لإنهاء الحرب على سوريا، صرح الأردن بقراره بنقل جميع اللاجئين في مخيم الحدلات، وهم أفراد عائلات المسلحين، والذي يتراوح عددهم بين 2000 إلى 5000 فرد، بنقلهم إلى مخيم الركبان (الرقبان). وبذلك تم إقفال المخيم لكونه من ضمن المنطقة التي ستخضع لسيطرة دمشق بينما سيكون اللاجئين والمسلحين في مخيم الركبان بداخل المنطقة التي تحميها القاعدة الأمريكية في منطقة التنف على ملتقى الحدود الأردنية-السورية-العراقية.